# Sarrià (stadion)
Estadi de Sarrià, in de volksmond ook bekend als Ca Ràbia of la Bombonera, was van 1923 tot 1997 het stadion van voetbalclub RCD Espanyol in Barcelona. Het stadion had 41.000 plaatsen.
In dit stadion werden enkele van de belangrijkste wedstrijden gespeeld in het WK voetbal 1982, nl. de 3 wedstrijden in de tweede ronde in de "groep des doods" met Argentinië, Brazilië en de latere wereldkampioen Italië.
Op 21 juni 1997 speelde Espanyol hier zijn laatste wedstrijd tegen Valencia CF. Daarna werd het stadion afgebroken, om plaats te maken voor de bouw van appartementen.
Van 1997 tot 2009 speelde de club zijn wedstrijden in het Estadi Olímpic Lluís Companys, het Olympisch stadion van Montjuïc. Vervolgens werd in 2009 het nieuwe Estadi Cornellà-El Prat (42.000 plaatsen) in gebruik genomen.

## WK-interlands
| №  | Datum        | Wedstrijd             | Uitslag | Competitie                | Toeschouwers |
| -- | ------------ | --------------------- | ------- | ------------------------- | ------------ |
| 1  | 29 juni 1982 | Italië – Argentinië   | 2 – 1   | WK 1982 2e Groepsfase (C) | 43.000       |
| 2  | 2 juli 1982  | Argentinië – Brazilië | 1 – 3   | WK 1982 2e Groepsfase (C) | 43.000       |
| 3. | 5 juli 1982  | Italië – Brazilië     | 3 – 2   | WK 1982 2e Groepsfase (C) | 44.000       |

Santiago Bernabeu (Madrid) · Vicente Calderón (Madrid) · Camp Nou (Barcelona) · Sarrià (Barcelona) · Balaídos (Vigo) · Riazor (A Coruña) · El Molinón (Gijón) · Carlos Tartiere (Oviedo) · Nuevo (Elche) · José Rico Pérez (Alicante) · San Mamés (Bilbao) · José Zorrilla (Valladolid) · Luis Casanova (Valencia) · La Romareda (Zaragoza) · Ramón Sánchez Pizjuán (Sevilla) · Benito Villamarín (Sevilla) ·  La Rosaleda (Málaga)
Voormalig voetbalstadion